# Liste de jeux Humongous
La liste de jeux Humongous répertorie les jeux vidéo développés et édités par Humongous Entertainment et Humongous, classés par séries.

## Backyard Sports
- Backyard Baseball
- Backyard Hockey
- Backyard Basketball
- Backyard Football
- Backyard Soccer

Les jeux de la série sont refaits tous les ans.

## Marine Malice
- Marine Malice : Le Mystère des Graines d'Algues (1994)
- Marine Malice 2 : Le Mystère de l'École Hantée (1996)
- Marine Malice 3 : Le Mystère Du Coquillage Volé (1998)
- Marine Malice 4 : Le Mystère du Ranch aux Cochons (1999)
- Marine Malice et Luther Les gloutons des mers (1999)
- Marine Malice et Luther Le Bullotron (1999)
- Marine Malice 5 : Le Mystère Du Monstre Du Lagon (2001)

## Pouce-Pouce
- Putt-Putt Join The Parade (1992)
- Putt-Putt Goes to the Moon (1993)
- Putt-Putt & Fatty Bear's Activity Pack (1993)
- Putt-Putt's Fun Pack (1993)
- Pouce-Pouce Sauve Le Zoo (1995)
- Putt-Putt and Pep's Dog on a Stick (1996)
- Putt-Putt and Pep's Balloon-O-Rama (1996)
- Pouce-Pouce : Voyage Dans Le temps (1997)
- Pouce-Pouce entre dans la course (1998)
- Pouce-Pouce découvre le cirque (2000)
- Putt-Putt : Pep's Birthday Surprise (2003)

## Spy Fox
- James Renard : Opération Milkshake (1997)
- Spy Fox 2 : Opération Robot-expo (1999)
- Spy Fox in Cheese Chase (1999)
- Spy Fox in Hold the Mustard (1999)
- Spy Fox 3 : Opération SOS Planète (2001)

## Pyjama Sam
- Sam Pyjam : Héros de la Nuit (1995)
- Sam Pyjam 2 : Héros Météo (1998)
- Pajama Sam's Lost & Found (1998)
- Pajama Sam's Sock Works (1999)
- Pyjama Sam : Héros du Goûter (2000)
- Pajama Sam: Games to Play On Any Day (2001)
- Pajama Sam 4 : Life is Rough When You Lose Your Stuff (2003)

## Séries secondaires

### One-Stop Fun Shop
- Putt-Putt's One-Stop Fun Shop (2000)
- Pajama Sam's One-Stop Fun Shop (2000)
- Freddi Fish's One-Stop Fun Shop (2000)

### Big Thinkers
- Big Thinkers First Grade (1997)
- Big Thinkers Kindergarten (1997)

### Blue's Clues
- Blue's ABC Time Activities (1998)
- Blue's 123 Time Activities (1999)
- Blue's Treasure Hunt (1999)
- Blue's Birthday Adventure (Yellow) (1999)
- Blue's Birthday Adventure (Red) (1999)
- Blue's Reading Time Activities (2000)
- Blue's Art Time Activities (2000)

### Fatty Bear
- Fatty Bear's Birthday Surprise (1993)
- Fatty Bear's Fun Pack (1994)

### Let's Explore with Buzzy
- Let's Explore the Airport with Buzzy (1995)
- Let's Explore the Jungle with Buzzy (1995)
- Let's Explore the Farm with Buzzy (1996)

## Autres
- Moonbase Commander (2002)
- Les jeux de Cavedog